# Stizocera ichilo
Stizocera ichilo là một loài bọ cánh cứng trong họ Cerambycidae.